# Lema fundamental de teoría de cribas
En teoría de números, más específico en teoría de cribas, el lema fundamental de teoría de cribas es uno de varios resultados que sistematizan el proceso de aplicar métodos de cribado a problemas particulares. Halberstam y Richert

aseguran:

Un hecho curioso en la literatura de los métodos de cribado, es que si bien se usa frecuentemente el método de Brun, hay pocos intentos de formular un teorema general de Brun (tal como el teorema 2.1); como resultado, existen demasiados trabajos sorprendentes los cuales repiten en considerable detalle los pasos del argumento de Brun.

Diamond y Halberstam
le atribuyeron la terminología Lema Fundamental a Jonas Kubilius.

## Notación Común
Usaremos la siguiente notación:
- A es un conjunto de X enteros positivos, esto es |A|=X, y Ad es el subconjunto de A de enteros divisibles por d.
- w(d) y Rd son funciones de A y de d que estiman el número de elementos de A que son divisibles por d, acorde a la fórmula

{\displaystyle \left\vert A_{d}\right\vert ={\frac {w(d)}{d}}X+R_{d}.}
Luego w(d) / d representa una densidad aproximada de miembros divisibles por d, y Rd representa un error o término residuo.
- P es un conjunto de primos, y P(z) es el producto de los elementos de este que son menores o iguales a z
- S(A, P, z) es el número de elementos de A que no son divisibles por cualquier primo en P esto es ≤ z
- κ es una constante, llamada la densidad distinguidora,[3] que aparece en las hipótesis anteriores . Este medida de peso es una media ponderada del número de clases residuales borradas por cada primo.

## Lema fundamental de la criba combinatoria
Esta formulación es de Tenenbaum. Otras formulaciones en Halberstam y Richert, en Greaves, y en Friedlander y Iwaniec.
Consideremos la siguiente hipótesis:
- w(d) es una función multiplicativa.
- La densidad distinguidora κ satisface, para alguna constante C y cualquier par de números reales η and ξ con 2 ≤ η ≤ ξ:

{\displaystyle \prod _{\eta \leq p\leq \xi }\left(1-{\frac {w(p)}{p}}\right)^{-1}<\left({\frac {\ln \xi }{\ln \eta }}\right)^{\kappa }\left(1+{\frac {C}{\ln \eta }}\right).}
Existe un parámetro u ≥ 1 esto es, a nuestra disposición. Tenemos uniformente en A, X, z, y u que
{\displaystyle S(a,P,z)=X\prod _{p\leq z,p\in P}\left(1-{\frac {w(p)}{p}}\right)\{1+O(u^{-u/2})\}+O\left(\sum _{d\leq z^{u},d|P(z)}|R_{d}|\right).}
Para ciertas aplicaciones fijamos u de manera que obtengamos el mejor término de error posible. En la criba esto representa el número de niveles en el principio de inclusión-exclusión.

## Lema fundamental para la criba de Selberg
Esta formulación viene de Halberstam y Richert. otra formulación se encuentra en Diamond y Halberstam.
Considere las hipótesis:
- w(d) es una función multiplicativa.
- La densidad distinguidora κ satisface, para alguna constante C y para cualquier par de números reales η y ξ con 2 ≤ η ≤ ξ:

{\displaystyle \sum _{\eta \leq p\leq \xi }{\frac {w(p)\ln p}{p}}<\kappa \ln {\frac {\xi }{\eta }}+C.}
- w(p) / p < 1 - c para algún número pequeño fijo c y todo p
- | Rd | ≤ ω(d) donde ω(d) es el número de distintos divisores primos de d.

El lema fundamental tiene al menos la misma forma que la de la criba combinatoria. Tome u = ln X / ln z. La conclusión es:
{\displaystyle S(a,P,z)=X\prod _{p\leq z,p\in P}\left(1-{\frac {w(p)}{p}}\right)\{1+O(e^{-u/2})\}.}
Note que u no es un parámetro pequeño a nuestra disposición, pero es controlada por la variable z, la cual se encuentra a nuestra disposición.
Note que el término de error es más débil que el término existente en el lema fundamental de la criba combinatoria. Halberstam y Richert aseguran: "Luego no es cierto decir, como se ha asegurado en la literatura(matemática) por los tiempos de los tiempos, que la criba de Selberg es siempre mejor que la de Brun."